# Franciscus Sylvius
Franciscus de le Boë Sylvius (anche noto come Franz de le Boë; Hanau, 15 marzo 1614 – Leida, 15 novembre 1672) è stato un naturalista e medico olandese.
Ottenne a Basilea il dottorato in medicina nel 1637 e girò in Francia, Paesi Bassi e Germania per approfondire gli studi. Nel 1658 subentrò ad Albert Kyper nella cattedra di medicina dell'Università di Leida.
Secondo l'uso dei tempi firmava le sue opere con il nome latino Sylvius (forma medioevale del classico Silvius, derivato da silva, cioè foresta, traduzione dell'olandese Boe). È considerato il fondatore della iatrochimica, fondata su una interpretazione esclusivamente chimica delle malattie e delle terapie da applicare.
Fu anche medico famoso e ricercatore acutissimo; riconobbe per primo il significato dei tubercoli della tisi polmonare e col suo nome si ricordano il canale situato nel mesencefalo (acquedotto di Silvio) e una delle scissure principali del telencefalo (scissura di Silvio).

## Opere
- De Febribus - Sulle febbri, Leida, del 1661.
- Disputationum medicarum decas, methodi medendi... - Leida, 1659-1663.
- Praxeos medicae idea nova, del 1671.
- Opera medica, postuma, del 1680.